# Kanton Saint-Sauveur-sur-Tinée
Der Kanton Saint-Sauveur-sur-Tinée war bis 2015 ein französischer Wahlkreis im Arrondissement Nizza, im Département Alpes-Maritimes und in der Region Provence-Alpes-Côte d’Azur. Hauptort (frz.: chef-lieu) war Saint-Sauveur-sur-Tinée.
Der Kanton war 312,10 km² groß und hatte 2565 Einwohner (Stand 2012).

## Gemeinden
| Gemeinde                | Einwohner (Stand: 2022) | Code postal | Code Insee |
| ----------------------- | ----------------------- | ----------- | ---------- |
| Clans                   | 688                     | 06420       | 06042      |
| Ilonse                  | 137                     | 06420       | 06072      |
| Marie                   | 103                     | 06420       | 06080      |
| Rimplas                 | 154                     | 06420       | 06102      |
| Roubion                 | 114                     | 06420       | 06110      |
| Roure                   | 111                     | 06420       | 06111      |
| Saint-Sauveur-sur-Tinée | 295                     | 06420       | 06129      |
| Valdeblore              | 834                     | 06420       | 06153      |